# Acantharctia vittata
Acantharctia vittata is een vlinder van de familie van de spinneruilen (Erebidae), van de onderfamilie van de beervlinders (Arctiinae). De wetenschappelijke naam van deze soort is voor het eerst voorgesteld door Per Olof Christopher Aurivillius in een publicatie uit 1900.

## Verspreiding
De soort komt voor in Botswana en Zuid-Afrika.

## Waardplanten
De rups leeft op Cordia africana Lam. (Boraginaceae), Manihot esculenta Crantz (Euphorbiaceae), Phytolacca dodecandra L'Hér. (Phytolaccaceae), Gymnanthemum amygdalinum (Delile) Sch.Bip. (Asteraceae).